# Rampersad Ramkhelawan
Rampersad Ramkhelawan (Huwelijkszorg, 24 juni 1934 - 24 augustus 2020) was een Surinaams baithak-gana-zanger. Hij speelde in muziekformaties als de Manmohini Band, de Oranje Band en de Sarnámi Sangeet Samaj en werd meermaals onderscheiden.

## Biografie
Ramkhelawan werd geboren in Huwelijkszorg aan de Saramaccarivier in het district Saramacca. Hij zong in de muziekstijl baithak gana, die zijn oorsprong kent in het noordoosten van India (in de staten Uttar Pradesh en Bihar) en zich verder ontwikkelde in de Caraïben en Suriname. Hij zong voor het eerst in het openbaar toen hij vijftien was.
Zijn populariteit groeide in de decennia vanaf zijn twintigste. Hij was leadzanger voor verschillende muziekgroepen, zoals de Manmohini Band, de Oranje Band en de Sarnámi Sangeet Samaj. Vanaf 1971 werd hij tijdens baithak-gana-wedstrijden drie maal uitgeroepen tot de kampioen van Suriname. Hij won in 1974 het Hindoestaans festival van Instaaf in Thalia, dat werd bijgewoond door rond de achthonderd bezoekers. Bij de aanhangers van Harry Sewbalak, die het niet eens waren met de tweede plaats van hun idool, liepen de gemoederen toen hoog op.
In 1979 werd hij namens Suriname uitgezonden naar de Carifesta in Cuba en in 1992 opnieuw naar de Carifesta op Trinidad en Tobago. Tijdens de Carifesta van 2003 in Suriname trad hij op met de groep Saathi. Daarnaast trad hij geregeld op in Nederland, waarbij zijn optreden in 1994 tijdens de Ramkhelawan Night in Rotterdam wordt gezien als hoogtepunt. Hij was meermaals in India, waaronder in 1997 met Surinaamse muzikanten in de Paigam-tour. In 2003 was hij daar tijdens het festival van Indiërs in de diaspora, de Pravasi Bharatiya Divas, en gaf hij met zijn zoon Kries een optreden in het Indira Gandhi Indoor Stadion.
Ramkhelawan werd in binnen- en buitenland onderscheiden voor zijn pionierende werk in de baithak gana. Tijdens de Ustádon ka Milan in de Olifant in 1988 kreeg hij de titel van Ustád, meester van zang en muziek toegekend. Tijdens het Internationale Baithak-gana Festival in 2011 onderscheidde de SORES-beschermheer van het genre, Ram Sardjoe, hem en Harry Sewbalak als baithak-gáná-gurus. Van de Surinaamse president kreeg hij de gouden eremedaille voor zijn verdiensten op maatschappelijk en cultureel gebied.
Ramkhelawan was gehuwd en had met zijn vrouw drie zoons en vier dochters. In augustus 2020 overleed hij op 86-jarige leeftijd. Zijn crematie vond op 25 augustus 2020 plaats met staatseer.